# Subimago

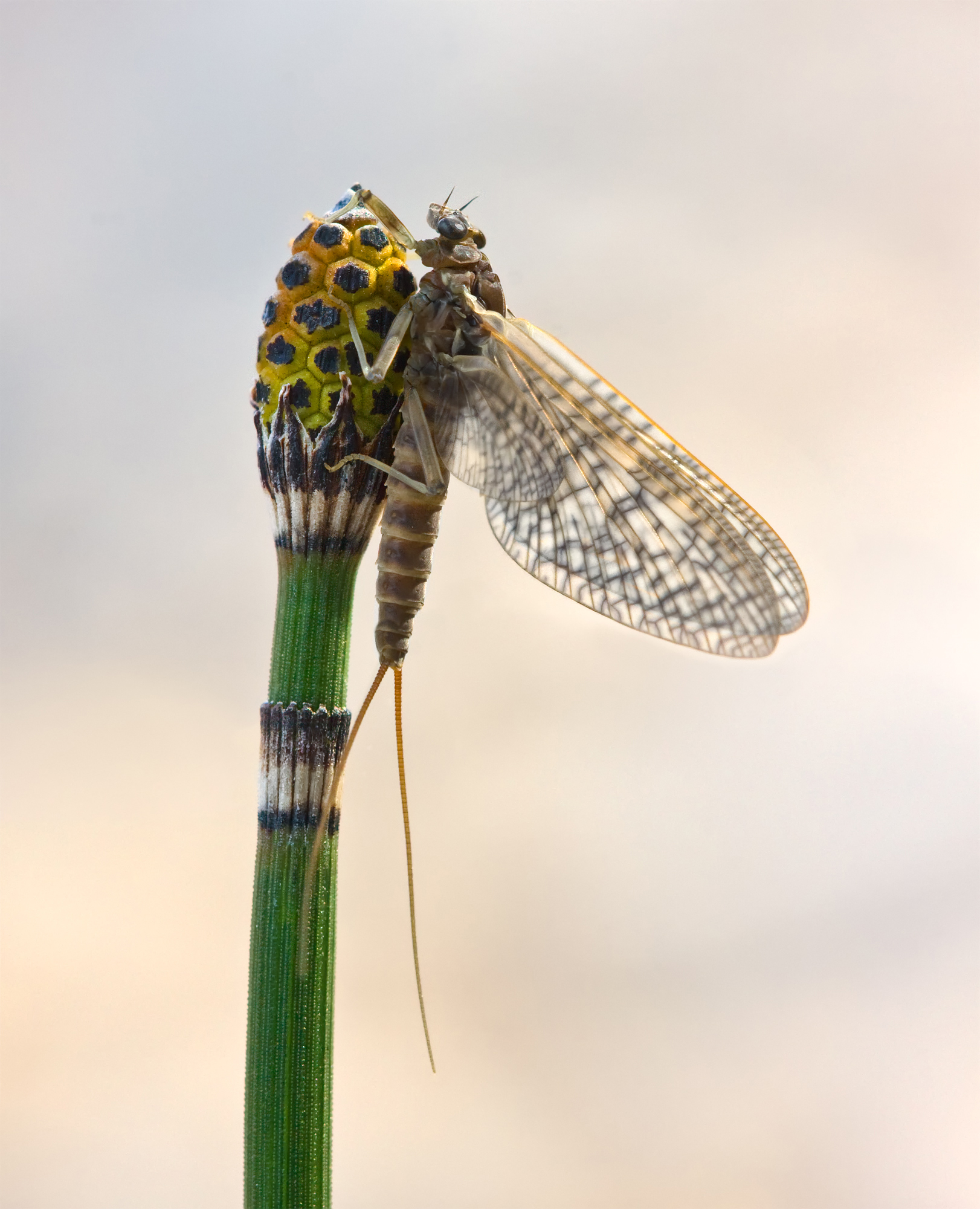
Subimago de Rhithrogena germanica.

Se denomina subimago a aquella etapa en el desarrollo de un insecto en la que éste posee alas y es capaz de volar, pero aún no ha alcanzado la madurez sexual. Esto ocurre solo en un orden de insectos actuales, los efemerópteos o efímeras.
Con la madurez sexual, el insecto alcanza el estadio de imago (adulto). 